# 1868 год в науке
В 1868 году произошли различные научные и технологические события, некоторые из которых представлены ниже.

## События

### Открытия
- 23 марта — французский геолог Луи Ларте обнаружил в скальном убежище Абри-де-Кро-Маньон (Франция) первые идентифицированные скелеты кроманьонцев, ранних анатомически современных людей (живших 40—30 тысяч лет тому назад).
- 18 августа — Французский астроном Жюль Жансен во время полного солнечного затмения обнаружил в спектре солнечной хромосферы линии поглощения химического элемента, который принял за натрий. 20 октября английский астроном Норман Локьер пришёл к выводу, что это ранее неизвестный химический элемент, и предложил назвать его гелием[1].

### Изобретения
- Современная пишущая машинка: Кристофер Шоулз, Карлос Глидден и Самуэль Соул в сотрудничестве с Джеймсом Денсмором.

### Публикации
- Итальянский математик Эудженио Бельтрами опубликовал два трактата: «Опыт интерпретации неевклидовой геометрии» и «Основы теории пространств постоянной кривизны». Эти публикации, вызвавшие большой интерес и вскоре переведённые на французский и немецкий, сыграли решающую роль в обретении геометрией Лобачевского легального научного статуса[2].

## Награды
- Ломоносовская премия
  - А. М. Бутлеров за «Введение к полному изучению органической химии» и А. В. Гадолин за сочинение «Вывод всех кристаллографических систем и их подразделений из одного общего начала»[3]:53—108.

## Родились
- 10 марта — Йиндржих Узел, чешский энтомолог и фитопатолог; член Чешской королевской академии[4].
- 23 октября — Николае Миновичи, румынский учёный-медик, криминалист.
- 22 ноября – Джон Форсман, шведский бактериолог.